# 이화겸
이화겸(본명: 이유영, 1995년 1월 23일 ~ )은 대한민국의 배우이다. 2012년부터 2019년까지 걸 그룹 헬로비너스 멤버로 활동했으며, 당시 리드래퍼를 맡았다. 본명인 유영으로 활동하다가, 배우로 전업하면서 활동명을 이화겸으로 변경하였다.

## 출연작

### 드라마
| 연도 | 방송     | 제목                       | 역할                     | 비고          |
| ---- | -------- | -------------------------- | ------------------------ | ------------- |
| 2012 | SBS      | 부탁해요 캡틴              | 2013 윙스에어 신입승무원 |               |
| 2013 | SBS      | 원더풀 마마                | 장고은                   |               |
| 2014 | tvN      | 로맨스가 필요해 3          | 라디오 게스트            |               |
| 2014 | MBC      | 앙큼한 돌싱녀              | 피송희                   |               |
| 2014 | MBC      | 엄마의 정원                | 나혜린                   |               |
| 2015 | KBS2     | 후아유 - 학교 2015         | 조해나                   |               |
| 2017 | tvN      | 써클: 이어진 두 세계       | 신비서                   |               |
| 2017 | 네이버TV | 아이돌 권한대행            | 병철                     |               |
| 2017 | 네이버TV | 프로의 탄생                | 이미소                   |               |
| 2018 | tvN      | 좋맛탱                     | 김태이                   |               |
| 2019 | tvN      | 악마가 너의 이름을 부를 때 | 주라인                   |               |
| 2019 | TV조선   | 간택 - 여인들의 전쟁       | 김송이                   |               |
| 2020 | 카카오TV | 연애혁명                   | 북카페 누나              | 특별출연      |
| 2021 | JTBC     | 월간 집                    | 육미라                   |               |
| 2021 | SBS      | 원 더 우먼                 | 김은정 / 성형 한 강미나  | 12회부터 출연 |
| 2022 | tvN      | 슈룹                       | 옥숙원                   |               |
| 2024 | KBS2     | 페이스 미                  | 정희영                   | 12부작        |
| 2024 | KBS2     | 수상한 그녀                | 임리나                   | 12부작        |
| 2025 | ENA      | 살롱 드 홈즈               | 강윤주                   | 10부작        |

### 예능
- 2012년 투니버스 《슈퍼 히어로》 - MC

### 영화
- 《이것이 우리의 끝이다》 (2014년) - 하나 역
- 《슬로우 비디오》 (2014년) - 여장미 역